# Manoj Bajpayee
Manoj Bajpayee (nacido el 23 de abril de 1969 en Belwa, distrito de West Champaran) es un actor indio que ha trabajado en Bollywood pero también en el cine telugu y tamil. Ha ganado dos premios Filmfare.

## Carrera
Después de diez años de trabajar en el teatro, Bajpai ahora se dedicó al cine. Sus primeros papeles como actor fueron en la película Bandit Queen y en la serie de televisión Hum Bambai Nahin Jayenge y Swabhimaan. Posteriormente alcanzó gran fama internacional gracias a sus papeles en películas como Veer y Zaara - The Legend of Love y Gangs of Wasseypur. En 2015, Bajpai protagonizó Traffic. Con especial frecuencia desempeña papeles en los que anima a otros protagonistas con valores morales.